# Ronan Farrow
Satchel Ronan O'Sullivan Farrow, född 19 december 1987 i New York, är en amerikansk journalist.
Ronan Farrow är son till skådespelaren Mia Farrow och regissören Woody Allen.
I slutet av 2017 publicerade han artiklar i The New Yorker som bidrog till att avslöja anklagelserna om sexuella övergrepp av Harvey Weinstein. Dessa anklagelser blev sedan startskottet för Metoo-rörelsen. För artikelserien tilldelades The New Yorker och The New York Times Pulitzerpriset för public service år 2018. Farrow skrev även artiklar med liknande anklagelser mot Eric Schneiderman, attorney general i New York, och mediemannen Les Moonves vilka båda avgick från sina tjänster 2018.
År 2018 hamnade han på Time Magazines lista Time 100 som varje år listar de 100 mest inflytelserika personerna i världen.
Ronan Farrow är sedan 2011 tillsammans med komikern Jon Lovett, som bland annat driver podcasten Pod Save America.